# Svend Auken
 Der er flere personer med dette navn, se Auken.
Svend Gunnarsen Auken (24. maj 1943 i Aarhus – 4. august 2009 i København) var en dansk socialdemokratisk politiker, der var formand for Socialdemokraterne fra 1987 til 1992, i flere perioder minister og folketingsmedlem fra 1971 til sin død i 2009.
Den 23. august 2008 meddelte Svend Auken, at han for anden gang havde fået konstateret prostatakræft. Trods den alvorlige sygdom ville han fortsætte sit politiske arbejde, så længe det var muligt. Svend Auken døde ved 5-tiden om morgenen den 4. august 2009 på Bispebjerg Hospital.

## Baggrund og tidlig karriere
Han var søn af dr.med. Gunnar Auken og dr.med. Kirsten Auken. Han havde flere søskende, heriblandt Gunvor Auken, Jens Auken og SF-politikeren Margrete Auken.
- 1966-93 gift med journalist og redaktør Bettina Heltberg, børn: David (f.1966), Adam (f.1968), Louise (f.1972), Jessika (f.1979).
- 1996-2002 gift med tandlæge Eva Kofoed-Jensen.
- Siden 2007 gift med filminstruktør Anne Wivel.
- Klassisk-sproglig student (1961).
- Studieophold ved Washington State University, USA, (1961-62) og ved
- Institut d'Etudes Politiques, Paris (1965-66).
- Cand.scient.pol. (1969).
- Amanuensis ved Institut for Statskundskab, Aarhus Universitet (1969).
- Lektor samme sted (1973).

## Politisk karriere
- Partiets kandidat i Århus Midtkredsen (1969-70) og i Aarhus Østkredsen (1970-).
- Folketingsmedlem for Århus Amtskreds (21. september 1971 – 4. august 2009)
- Næstformand for den socialdemokratiske folketingsgruppe (1975-77).
- Politisk ordfører (1977) og (1983-92).
- Næstformand for Socialdemokratiet (1985-87).
- Formand for Socialdemokratiet (1987-92), men blev væltet af den senere statsminister, Poul Nyrup Rasmussen. Dette til trods for, at han forinden havde ført Socialdemokraterne frem til et valgresultat i 1990 på 69 mandater, 14 mandater flere end ved valget i 1988.
- Vicepræsident i Socialistisk Internationale (1988-92)

### Ministerhverv
- Arbejdsminister (1. okt. 1977 – 10. sept. 1982).
- Miljøminister (25. jan. 1993 – 27. sept. 1994).
- Miljø- og energiminister (27. sept. 1994 – 27. nov. 2001).
- Medlem af Folketingets Præsidium fra (2001 – 4. aug. 2009) og 1. næstformand for tinget.

## Udvalgsposter
- Formand for Folketingets Arbejdsmarkedsudvalg (1975-77) og for
- Udvalget om Fysisk Planlægning (1977).
- Formand for Folketingets Politisk-Økonomiske Udvalg (1992-93).

## Tillidshverv
Medlem af studenterrådet ved Aarhus Universitet (1962-65). Formand for Frit Forum (1964-65). Formand for Landsforeningen Sindslidendes Vel og medlem af styrelsen for Sindslidendes Fond (1976-78). Medlem af Nationalbankens repræsentantskab (1975-77) og af bestyrelsen fra (1983-). Medlem af LO's forretningsudvalg (1977) og igen (1983-87). Formand for Arbejderbevægelsens ØD-udvalg (1983-). Koordinator for Københavnergruppen af OECD's arbejdsministre (1977-82), for OECD-kvindekonferencen (1980) og for OECD-undersøgelsen af franske ungdomsproblemer (1982-83). Formand for komiteen for økonomi (1984-87) og for komiteen for miljø (1993-) under de nordiske arbejderbevægelsers sammenslutning (SAMAK). Formand for de europæiske socialdemokraters miljøudvalg (1994-). Formand for FN-konferencen, Miljø for Europa, Aarhus (1998).

## Eftermæle
Lederen af den demokratiske gruppe i Repræsentanternes hus i USA's kongres, Steny Hoyer, holdt en mindetale i kongressen 8. september 2009.
I 2012 blev Svend Aukens Plads indviet på Islands Brygge på Amager.

### En af De fantastiske Fire
Svend Auken regnes tit for at være en af de fire betydende (kaldet De fantastiske Fire) socialdemokrater fra den såkaldte gyldne generation. De andre er Ritt Bjerregaard og Mogens Lykketoft samt Poul Nyrup Rasmussen. Disse fire udgjorde til sammen socialdemokratiets ledelse efter, at Anker Jørgensen stoppede som formand i 1987.